# История Древнего Египта
Древний Египет — государство в Северо-Восточной Африке, в нижнем течении реки Нил, существовавшее с V—IV тысячелетия до н. э. Современные исследователи разделяют историю Древнего Египта на ряд периодов. В 30 году до н. э. государство было завоёвано Древним Римом и включено в его состав в качестве провинции.

## Династический период

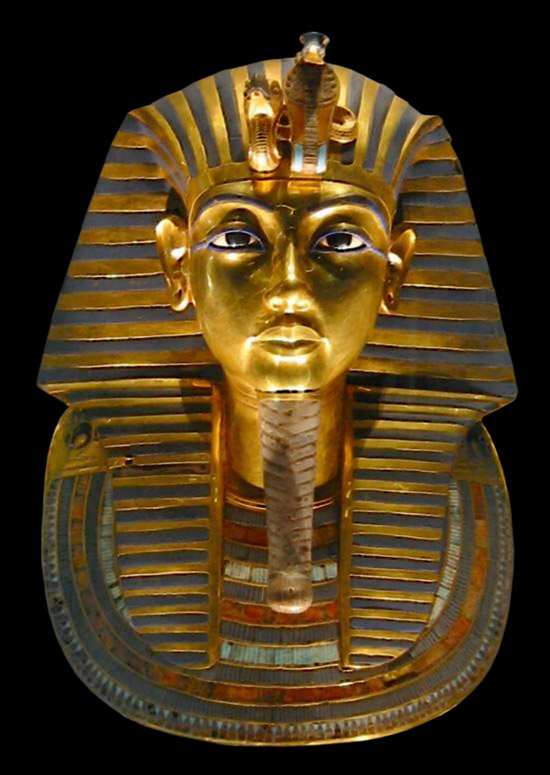
Маска Тутанхамона